# Laurent Walthert
Laurent Walthert, né le 30 mars 1984 à Neuchâtel en Suisse, est un footballeur suisso-espagnol qui joue au poste de gardien de but.

## Biographie
Né à Neuchâtel en Suisse, Laurent Walthert est formé Neuchâtel Xamax, il est prêté à deux reprises au Meyrin FC et au FC La Chaux-de-Fonds, deux clubs avec qui il joue ses premiers matchs en deuxième divisions suisse. Il joue ses premiers matchs sous les couleurs rouge et noir lors de la saison 2006-2007 en Challenge League.
Il quitte le club en 2010 pour rejoindre le FC Biel-Bienne qui évolue en Challenge League. Titulaire indiscutable pendant trois ans, il y devient également le capitaine.
Il revient en 2013 au Neuchâtel Xamax FCS qui évolue alors en quatrième division suisse après la faillite du club et la fusion avec le FC Serrières. Capitaine dès son retour, il aide le club a remporter deux titres en deux saisons, le club retrouve rapidement la Challenge League. En 2018, le club est champion et retrouve l'élite pour deux saisons avant d'être rétrogradé.
Il prend sa retraite à l'été 2022 après avoir joué un total de 274 matchs sous les couleurs de son club formateur. Après avoir raccroché les crampons il travail pendant une saison pour la Xamax Academy notamment en tant qu'entraineur des gardiens des moins de 16 ans.

## Palmarès
Il est champion de Challenge League en 2018 après avoir été champion de quatrième division en 2014 puis de champion de troisième division en 2015 avec le Neuchâtel Xamax FCS.